# Aeropuerto Capitán FAP Pedro Canga Rodríguez
El Aeropuerto Capitán FAP Pedro Canga Rodríguez (IATA:TBP, OACI:SPME) es un aeropuerto que sirve a la ciudad peruana de Tumbes. Está operado por Aeropuertos del Perú (A.D.P.), empresa privada que logró la concesión del aeropuerto en 2006.

## Ubicación e infraestructura
Es el principal terminal aéreo del departamento de Tumbes. Se encuentra en el km 1276 de la panamericana norte y a 16 kilómetros al norte de la ciudad de Tumbes. Su entrada principal da a la Costanera Norte. 
Esta terminal cuenta con dos estructuras, la torre de control y la terminal de pasajeros. Este último edificio ocupa un área aproximada de 300 metros cuadrados y en él se ubican la sala de embarque, la sala de espera, una cafetería y los servicios higiénicos. Asimismo, también tiene un espacio acondicionado para la recogida del equipaje de los viajeros que llegan a la ciudad.

## Características
Es usado principalmente por Tumbesinos y varios viajeros nacionales e internacionales, debido a su proximidad a los balnearios de la costa norte del Perú, como Zorritos o Punta Sal. Asimismo, se encuentra cerca de la línea fronteriza con el Ecuador. En ese sentido, la mayor parte de sus viajeros son peruanos que buscan visitar el norte del país, o ecuatorianos que aprovechan el menor costo de los pasajes y tasas aeroportuarias nacionales (en comparación con las internacionales) para visitar la ciudad de Lima.

## Aerolíneas y destinos

### Aerolíneas
| Aerolíneas                 | Ciudades             | Aeronave                 | Alianza |
| -------------------------- | -------------------- | ------------------------ | ------- |
| LATAM Perú 1 destino       | Nacionales: (1) Lima | Airbus A319, Airbus A320 | N/A     |
| Sky Airline Perú 1 destino | Nacionales: (1) Lima | Airbus A320Neo           | N/A     |

### Destinos nacionales
| Ciudades por regiones          | Nombre del aeropuerto                 | Aerolíneas                  | Aeronaves | Frecuencias semanales |
| ------------------------------ | ------------------------------------- | --------------------------- | --------- | --------------------- |
| Lima (1 destino, 2 aerolíneas) |                                       |                             |           |                       |
| Lima                           | Aeropuerto Internacional Jorge Chávez | LATAM Perú Sky Airline Perú | A320-251N | 22                    |